# Leotiomycetes
Classe
Les Leotiomycetes sont une classe de champignons ascomycètes dont la plupart des espèces provoquent des intoxications graves.

## Description
- La plupart des Leotiomycetes développent leurs asques dans des apothécies (rarement des cléistothèces). Les asques sont cylindriques, sans opercule.
- Les spores sont hyalines, de formes diverses, et sont libérées par un pore apical circulaire.

## Liste des genres, familles, ordres et sous-classes
Selon MycoBank (27 janvier 2023) :
- Biatoridina Schczedr., 1964
- Bloxamiaceae Locq. ex Hern.-Restr., Gené, R.F.Castañeda, J.Mena, Crous & Guarro, 2017
- Bryoclaviculus L.Ludw., P.R.Johnst. & Steel, 2013
- Collophorina Damm & Crous, 2017
- Cyttariales Luttr. ex Gamundí, 1971
- Epithyrium (Sacc.) Trotter, 1931
- Glenosporella Nann., 1931
- Harikrishnaella D.V.Singh & A.K.Sarbhoy, 1972
- Helicocentralis Sri-indr., Chuaseehar., Boonyuen, K.Yamag., Suetrong & C.K.M.Tsui, 2015
- Helotiales Nannf. ex Korf & Lizon, 2000
- Hyphozyma de Hoog & M.T.Sm., 1981
- Lahmiales O.E.Erikss., 1986
- Lauriomyces R.F.Castañeda, 1990
- Leohumicola N.L.Nick., Hambl. & Seifert, 2005
- Leotiales Korf & Lizon, 2001
- Leotiomycetidae O.E.Erikss. & Winka, 1997
- Leptodontidiaceae Hern.-Restr., Crous & Gené, 2017
- Lichinodiales M. Prieto, M.Schultz, Olariaga & Wedin, 2018
- Marthamycetales P.R.Johnst. & Baral, 2019
- Medeolariales Korf, 1982
- Meliniomyces Hambl. & Sigler, 2005
- Micraspidales Quijada & Tanney, 2019
- Mycosymbioces J.L.Frank, 2014
- Neosorocybe Crous & Akulov, 2020
- Phacidiales C.E.Bessey, 1907
- Pycnidiella Höhn., 1915
- Skoua A.A.Wynns, 2015
- Volutellospora Thirum. & P.N.Mathur, 1965
- Xylogone Arx & T.Nilsson, 1969

## Systématique
Le nom correct complet (avec auteur) de ce taxon est Leotiomycetes O.E.Erikss. & Winka, 1997,.
Les Leotiomycetes contiennent de nombreuses espèces avec une reproduction anamorphe placés dans les champignons imparfaits (Deuteromycota) qui ont récemment trouvé leur place dans la systématique phylogénétique. Les classifications anciennes les plaçaient dans le clade Discomycètes (Discomycètes inoperculés). Des études moléculaires ont récemment jeté un éclairage nouveau sur leur systématique encore obscure. La plupart des chercheurs pensent que les leotiomycètes sont un taxon sœur des sordariomycètes dans l'arbre phylogénétique des Pezizomycotina. Sa division en sous-classes a reçu un fort soutien par les données moléculaires, mais la monophylie globale de la classe Leotiomycetes est douteuse.

## Publication originale
- (en) Ove E. Eriksson et Katarina Winka, « Supraordinal taxa of Ascomycota », Myconet, Université d'Umeå, vol. 1, no 1,‎ décembre 1997, p. 1-16 (ISSN 1403-1418, OCLC 185380272, lire en ligne).